# El Confidencial

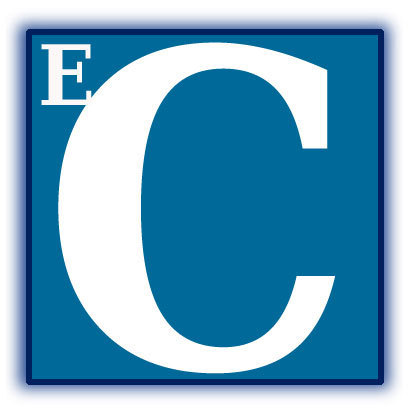
Logo El Confidencial

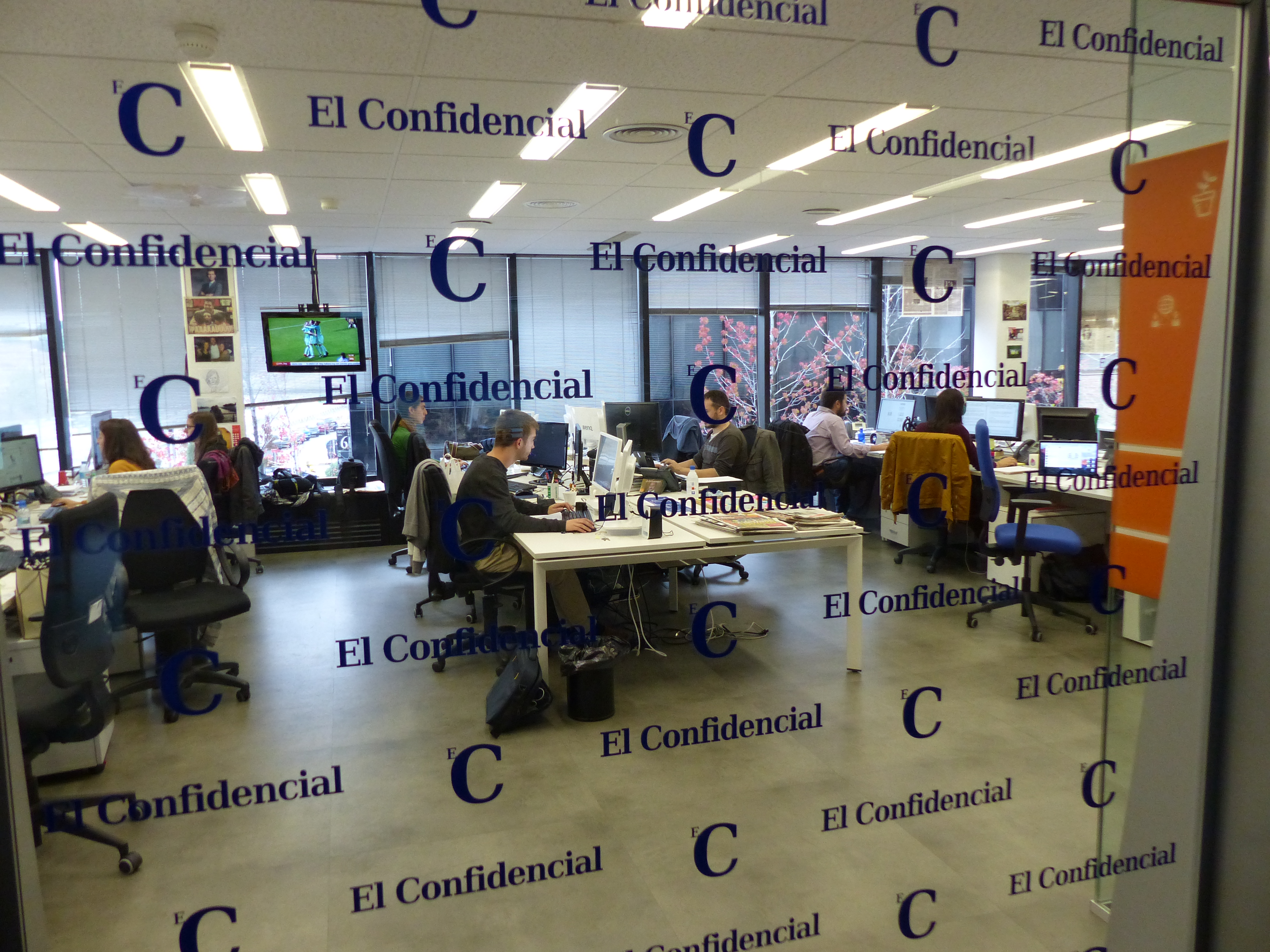
Blick in die Redaktion, Madrid, 2016

El Confidencial ist eine spanischsprachige digitale Zeitung, die sich auf wirtschaftliche, finanzielle und politische Nachrichten spezialisiert hat. Sie wurde 2001 als Online-Zeitung gegründet. Zielgruppe sind Geschäftsleute im mittleren Alter. Im Juli 2020 nahm sie im Auswertungsdienst Alexa Internet Rang 43 aller spanischen Websites ein.
El Confidencial wird von Madrid aus betrieben. Die Zeitung hat verschiedene Niederlassungen außerhalb von Madrid: in Barcelona, Valencia, Sevilla, Malaga, Galicien und im Baskenland. Die Gründer waren José Antonio Sánchez García, Jesús Cacho und Antonio Casado Alonso. Verleger ist die Titania Compañía Editorial SL, Direktor der Zeitung ist Nacho Cardero.
Die Zeitung hat eine liberale politische Ausrichtung. Eine Studie ordnet die Zeitung als marktliberal und Teil der rechten Presse ein, was der grundsätzlich konservativen oder rechtsliberalen Tendenz der spanischen Presse für Digital Natives entspricht.
2019 wurde sie mit dem Branchenpreis Premio de la Comunicación (Bereich Influencia) ausgezeichnet.